# Isabel Alçada
Isabel Alçada (née le 29 mai 1950 à Lisbonne) est une enseignante, écrivaine et femme politique portugaise. Elle a été ministre de l'Éducation (pt) de 2009 à 2011.
Elle est mariée à l'homme politique Emílio Rui Vilar (pt), ministre des Transports et des Communications du gouvernement de Mario Soares entre 1976 et 1978.

## Publications
(liste partielle)

### Littérature d'enfance et de jeunesse
Avec Ana Maria Magalhães (pt) :
- Collection Viagens no Tempo (pt) (16 volumes entre 1985 et 2012)
- Collection Uma Aventura (pt) (66 volumes entre 1982 et 2023)
- Collection Asa Delta

Chez Editorial Caminho (pt) : une grosse vingtaine de titres entre 1989 et 2013.

### Autres œuvres
- Um homem não chora..., Câmara Municipal de Grândola (1991)
- Segredos de Belém : guia dos Jerónimos, da Torre e do Bairro, Inst. Port. do Património Cultural (1992)
- Países sem fronteiras: a União Europeia, Centro de Informação Jacques Delors (1995)
- O Japão, Grupo de Trabalho do Ministério da Educação para as Comemorações dos Descobrimentos Portugueses (1995)
- As viagens do açúcar, Gabinete de Referência Cultural da CML (1995)
- A Europa dá as mãos, Centro de Informação Jacques Delors (1995)
- A Madeira, Grupo de Trabalho do Ministério da Educação para as Comemorações dos Descobrimentos Portugueses (1996)
- O Natal na Europa, Centro de Informação Jacques Delors (1996)
- A bandeira e o hino: símbolos de Portugal, Ministério da Educação (1997)
- Vale do Côa: um lugar mágico, IPA-PAVC (1998)
- O 25 de Abril: uma viragem na história de Portugal, Câmara Municipal de Lisboa (1998)
- A Cruz Vermelha, Cruz Vermelha Portuguesa  (1998)
- O circo maravilhoso da serpente vermelha, Quetzal (2001)
- A cidadania de A a Z, Editorial do Ministério da Educação (2001)
- Manual de ajuda para o jovem: programa nacional de controlo da asma, Direção-Geral da Saúde (2002)
- Lendas e segredos das aldeias históricas de Portugal, Comissão de Coordenação da Região Centro (2002)
- A longa história do poder, Assembleia da República (2003)
- Cidadania e multiculturalidade, Editorial do Ministério da Educação (2003)
- O Museu da Nazaré, Cromotipo (2003)
- O urso amarelo, OMEP-Organização Mundial da Educação Pré-Escolar, Comité Português (2006)
- A batalha de Aljubarrota: histórias e lendas, Fundação Batalha de Aljubarrota (2007)
- O meu álbum de selos, Clube do Colecionador dos Correios (2007)
- 25 de Abril, Assembleia da República (2007)
- O 5 de Outubro e a implantação da República, Assembleia da República (2010)
- Teki vai à escola = Teki ba escola, Lidel (2011)
- O risco espreita, mais vale jogar pelo seguro, APS-Associação Portuguesa de Seguradores (2013)
- A ilha do arco-íris, Leigos para o Desenvolvimento (2013)
- Missão impossível, Fundação Jorge Álvares (2014)
- Catástrofes e grandes desastres, APS-Associação Portuguesa de Seguradores (2014)
- O tio desafio, Clube do Autor (2015)

## Distinctions
- Grand officier de l'ordre de l'Infant Dom Henri